# 1952 au Québec
Cet article traite des événements survenus en 1952 au Québec. 

## Événements

### Janvier
- 23 janvier : fin de la quatrième session de la 23e législature[1].
- 24 janvier : Vincent Massey est le premier Canadien à occuper le poste de gouverneur-général du Canada[2].

### Février
- 19 février : rupture des négociations entre l'Associated Textile et ses employés à Louiseville. Ceux-ci travaillant à 67 cents l'heure, le syndicat demandait une augmentation de 20 cents l'heure et la compagnie en offrait une de 8½. Celle-ci est refusée[3].

### Mars
- 10 mars : les 800 ouvriers de l'Associated Textile de Louiseville déclenchent la grève[4].
- 12 mars : le ministre du Travail, Antonio Barrette, reproche à l'Associated Textile d'être revenu sur des offres qu'elle avait déjà faite[5].
- 28 mars : Québec et Ottawa s'entendent sur le montant des subventions fédérales aux universités pour l'année qui vient[6].

### Avril
- 2 avril : Déclenchement d'un grève dans les filatures de la Dominion Textile à Valleyfield et Montréal[7].
- 26 avril : première du film La Petite Aurore, l'enfant martyre[8].

### Mai
- 2 mai : les employés de Dupuis Frères déclenchent la grève[9].
- 10 mai : en deux semaines, plus de 100 000 personnes ont visionné La Petite Aurore, l'enfant martyre, un record à cette époque[10].
- 14 mai : le caboteur B.F. sombre au large de Baie-des-Sables, causant la mort des dix membres d'équipage[11].
- 22 mai : vol de plus de 100 000 $ de lingots d'or dans la mine de Malartic[12].
- 28 mai : Maurice Duplessis annonce des élections générales pour le 16 juillet[13].

### Juin
- 5 juin : l'enquête sur la corruption et les activités illicites prend fin à Montréal. Elle se solde par 15 000 accusations et un coût d'environ $100 000[14].
- 9 juin : Thérèse Casgrain annonce sa candidature pour le CCF dans Verdun[15].
- 10 juin : à Louiseville, l'Associated Textile offre maintenant une augmentation de 12 cents l'heure à ses employés en grève. Ceux-ci rejettent l'offre[16].
- 24 juin : des manifestants en colère lancent des œufs pourris sur le maire de Montréal, Camillien Houde, lors du défilé de la Saint-Jean. Il avait critiqué la grève chez Dupuis Frères quelques jours auparavant[17].

### Juillet

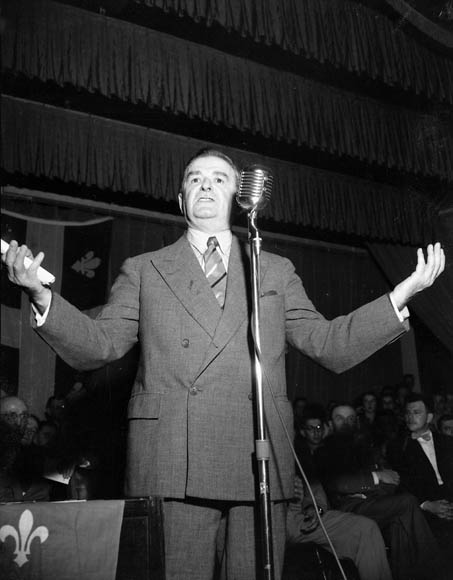
Maurice Duplessis prononçant un discours

- 4 juillet : Fin de la grève à la Dominion Textile de Valleyfield[18].
- 16 juillet : l'Union nationale de Maurice Duplessis remporte l'élection générale et est maintenue au pouvoir mais avec une majorité réduite. Elle obtient 68 sièges et le Parti libéral 23. Le pourcentage des votes est de 50,2 % pour l'UN et de 48,5 % pour le PLQ. Georges-Émile Lapalme, le chef libéral, est battu par Antonio Barrette dans Joliette. Le candidat indépendant René Chaloult perd sa circonscription de Québec Comté au profit du candidat libéral. Henri Groulx, réélu à Montréal-Outremont, meurt le soir de cette élection et la circonscription restera vacant jusqu'à l'an prochain[19].
- 25 juillet : accusé de complicité dans l'affaire de l'attentat aérien de Sault-au-Cochon, l'horloger Généreux Ruest est pendu à la prison de Bordeaux[20].
- 26 juillet : 
  - fin de la grève chez Dupuis Frères. Les grévistes acceptent la nouvelle convention collective comprenant une augmentation de salaire de 4 $ à 6 $ par semaine ainsi que la nouvelle cotisation syndicale (la formule Rand)[21].
  - Gérald Gratton remporte une médaille d'argent en haltérophilie lors des Jeux olympiques d'Helsinki[22].

### Août
- 11 août : le conseil municipal de Louiseville donne son soutien aux grévistes du textile[23].

### Septembre
- 4 septembre : George Marler est nommé chef de l'opposition à l'Assemblée législative afin de remplacer Georges-Émile Lapalme qui n'a pas remporté l'élection dans sa circonscription[24].
- 6 septembre : début officiel de la télévision au Québec et au Canada. Radio-Canada diffusera d'abord des émissions pendant au moins trois heures par jour[25].
- 18 septembre : ouverture des fêtes du centenaire de l'Université Laval[26].
- 21 septembre : inauguration de la cité universitaire de l'Université Laval à Sainte-Foy près de Québec[27].

### Octobre
- 4 octobre : une manifestation de grévistes dégénère en violences à Louiseville. Deux jours plus tard, l'Associated Textile rompt de nouveau les négociations[28].
- 11 octobre : pour la première fois, un match des Canadiens de Montréal est télédiffusé sur les ondes de Radio-Canada[29].
- 12 octobre : la télévision de Radio-Canada présente pour la première fois un match des Alouettes de Montréal[30].

### Novembre
- 7 novembre : début de la première session de la 24e législature. Lors du Discours du Trône, Maurice Duplessis annonce la création prochaine d'un ministère des Transports[1].
- 13 novembre : inauguration du Collège militaire royal de Saint-Jean[31].
- 25 novembre : adoption de la loi créant le ministère des Transports et des Communications[32].
- 21 novembre : Maurice Duplessis décide finalement de refuser l'offre fédérale de subventions aux universités[33].
- 26 novembre : Maurice Duplessis annonce la création d'une Commission royale d'enquête québécoise sur les problèmes constitutionnels. Ce sera la future commission Tremblay[34].
- 30 novembre : Paul-Émile Léger est élevé au rang de cardinal[35].

### Décembre
- 8 décembre : le piquetage reprend devant l'usine de textile de Louiseville[36].
- 9 décembre : un autobus est dynamité derrière un hôtel à Louiseville. Les grévistes sont soupçonnés[37].
- 11 décembre : à Louiseville, la police disperse une foule de 300 personnes après la lecture de l'acte d'émeute. Elle expulse ensuite violemment les grévistes du local du syndicat où ils s'étaient rassemblés. Six personnes sont blessées dont une dans un état grave, atteinte à la tête par une balle[38].
- 12 décembre : le curé de Louiseville parle d'"injustice sociale" dans sa ville et demande que le gouvernement règle le conflit[39].
- 18 décembre : Jean Béliveau joue son premier match avec les Canadiens de Montréal. Il compte trois buts contre les Rangers de New York[40].
- 21 décembre : la Confédération des travailleurs catholiques du Canada (CTCC) annonce une grève générale de ses membres pour le mois de janvier afin d'appuyer les grévistes de Louiseville[41].

## Naissances
- Jocelyne Berthiaume (parolière)
- Georges Lévesque (styliste) († 23 août 2011)
- Michel Lamarche (journaliste et animateur à la radio de Radio-Canada, Québec) † 31 mai 2022)
- Réjean Parent (enseignant, syndicaliste, chroniqueur) († 17 juillet 2024)
- 2 janvier - Claude Saint-Sauveur (joueur de hockey)
- 11 janvier - Yves Bergeron (joueur de hockey)
- 19 janvier - MIchel Plante (joueur de hockey)
- 2 mars - Claude Robinson (dessinateur)
- 4 mars - Serge Fiori (auteur-compositeur-interprète) († 24 juin 2025)
- 12 mars - Pierre Roy (joueur de hockey)
- 27 mars - Richard Séguin (auteur-compositeur-interprète)
- 27 mars - Marie-Claire Séguin (chanteuse)
- 4 avril - Pat Burns (entraîneur de hockey sur glace) († 19 novembre 2010)
- 6 avril - Michel Larocque (gardien de but au hockey) († 29 juillet 1992)
- 7 avril - Gilles Valiquette (auteur-compositeur-interprète)
- 10 avril - David Cliche (homme politique) († 19 juillet 2020)
- 14 avril - Hélène Pedneault (écrivaine et militante féministe) († 1er décembre 2008)
- 17 avril - Pierre Guité (joueur de hockey)
- 19 avril - Pauline Martin (actrice)
- 28 avril - Claude Saint-Jean (fondateur de l'Association canadienne des ataxies familiales († 13 juin 2006)
- 7 mai - Bertrand Gosselin (auteur-compositeur-interprète)
- 14 mai - Claude Lemieux  (comédien) († 29 juin 2019)
- 31 mai - Jean Lemieux  (joueur de hockey)
- 5 juin - Pierre Bruneau (journaliste)
- 6 juin - Jean Hamel (joueur de hockey)
- 10 juin - Dominique Lévesque (humoriste) († 20 décembre 2016)
- 11 juin - Pierre Claveau (acteur) († 4 août 2003)
- 16 juin - Gino Vannelli (chanteur)
- 17 juin - Fabienne Thibeault (chanteuse)
- 18 juin - Denis Herron (joueur de hockey)
- 10 juillet - David Cliche (homme politique)  († 19 juillet 2020)
- 22 août - Claire Pimparé (actrice)
- 23 août - François Léveillée (chanteur et humoriste)
- 28 août
  - Jacques Chagnon (homme politique)
  - Guy Nadon (acteur)
- 10 septembre - Germain Chevarie (homme politique)
- 18 septembre - Richard Grenier (joueur de hockey)
- 27 septembre - Julie Sauvé (entraineur de natation)  († 7 avril 2020)
- 7 octobre - Jacques Richard (joueur de hockey) († 8 octobre 2002)
- 14 octobre - Claude Ferragne (athlète, spécialiste du saut en hauteur) († 7 juillet 2024)
- 30 octobre - Serge Beaudoin (joueur de hockey)
- 4 novembre - Raymond Gravel (prêtre et homme politique) († 11 août 2014)
- 5 novembre - Robert Piché (héros du pilote d'avion civil le 24 août 2001)
- 6 novembre - Raymond Bernier (homme politique)
- 22 novembre - Johanne Comeau  († 21 décembre 2016)
- 14 décembre - Germain Houde (acteur)

## Décès
- 23 mars - Henri-René Renault (homme politique) (º 6 juin 1891) (mort aux États-Unis)
- 6 juillet - Louis-Alexandre Taschereau (ancien premier ministre du Québec) (º 5 mars 1867)
- 16 juillet - Henri Groulx (homme politique) (º 21 mai 1888)
- 25 juillet - Généreux Ruest (criminel) (º 1899)
- 31 août - Henri Bourassa (journaliste et homme politique) (º 1er septembre 1868)
- 2 octobre - Hermann Barrette (avocat et homme politique)  (º 23 août 1897)
- 18 octobre - Joseph-Mathias Tellier (homme politique) (º 15 janvier 1861)

## Sources et références
1. 1 2  « Chronologie parlementaire 1950-1953 » (consulté le 11 mars 2009).
2. ↑  Bilan du Siècle.
3. ↑  « Les négociations ont été rompues entre l'Associated Textile et ses employés », Le Devoir,‎ 19 février 1952, p. 3.
4. ↑  Jacques Lacoursière. Histoire populaire du Québec tome 4. Septentrion. 1997. p. 352.
5. ↑  À Louiseville. M. Barrette accuse l'Associated Textile de l'avoir fait mentir. Le Devoir. 13 mars 1952. p. 3
6. ↑  Bilan du Siècle.
7. ↑  Bilan du Siècle.
8. ↑  Bilan du Siècle.
9. ↑  Bilan du Siècle.
10. ↑  « La petite Aurore, l'enfant martyre », Le Devoir,‎ 10 mai 1952, p. 6.
11. ↑  Johanne Fournier, « Première plongée au coeur d’une épave vieille de 70 ans » , sur Le Soleil, 25 août 2022 (consulté le 14 août 2025)
12. ↑  « Vol de $100,000 en lingots d'or à la mine East Malartic », Le Devoir,‎ 22 mai 1952, p. 3.
13. ↑  Chronologie parlementaire 1950-1953
14. ↑  Bilan du siècle.
15. ↑  « Mme Thérèse Casgrain briguera les suffrages dans le comté de Verdun », Le Devoir,‎ 10 juin 1952, p. 3.
16. ↑  à Louiseville. L'Associated Textile offre une augmentation de 12 cents. Le Devoir. 11 juin 1952. p. 5
17. ↑  Le défilé d'hier a été, quant même, un succès. Des œufs pourris ont été lancés sur M. Houde. Le Devoir. 25 juin 1952. p. 3
18. ↑  Les grévistes du textile votent en faveur du retour au travail. Le Devoir. 5 juillet 1952. p. 3
19. ↑  Élection de l'Union nationale de Maurice Duplessis à l'Assemblée législative du Québec
20. ↑  Dollard Dansereau. Causes célèbres du Québec. Leméac. 1974.
21. ↑  Fin heureuse de la grève chez Dupuis. Le Devoir. 28 juillet 1952. p. 3
22. ↑  Biographie de Gerry Gratton sur Olympedia
23. ↑  Histoire populaire du Québec tome 4, p. 352.
24. ↑  Biographie de George Marler sur le site de l'Assemblée nationale
25. ↑  Bilan du Siècle.
26. ↑  Ouverture des fêtes du centenaire de Laval. Le Devoir. 19 septembre 1952. p. 3
27. ↑  Pierre Laporte, « Hommage universel à l'Université Laval », Le Devoir,‎ 21 septembre 1952, p. 1.
28. ↑  Histoire populaire du Québec tome 4, p. 362.
29. ↑  Bilan du Siècle.
30. ↑  La semaine à Radio-Canada 12 octobre 1952 sur BAnQ
31. ↑  Le gouverneur général inaugure le collège militaire St-Jean. Le Devoir. 14 novembre 1952. p. 5
32. ↑  Bilan du Siècle.
33. ↑  Bilan du Siècle.
34. ↑  Histoire populaire du Québec tome 4, p. 376.
35. ↑  'S. E. Mgr Léger devient le 6e cardinal canadien. Le Devoir. 1 décembre 1953. p. 3
36. ↑  La violence éclate à Louiseville. Le Devoir, 9 décembre 1952. p. 3
37. ↑  La violence éclate de nouveau à Louiseville. Le Devoir. 9 décembre 1952. p. 3
38. ↑  Histoire populaire du Québec tome 4, p. 363.
39. ↑  Les troubles de Louiseville. Tout cautionnement refusé aux inculpés. Le Devoir. 13 décembre 1952. p. 1
40. ↑  Tour du chapeau par Jean Béliveau et Bernard Geoffrion. Le Devoir. 19 décembre 1952. p. 7
41. ↑  La C. T. C. C. décide un arrêt général de travail. Le Devoir. 22 décembre 1952. p. 1

### Articles généraux
- Chronologie de l'histoire du Québec (1931 à 1959)
- L'année 1952 au Québec
- 1952 au Canada

### Articles sur le Québec en 1952
- Élection générale québécoise de 1952
- Télévision de Radio-Canada
- Grève de Louiseville